# Sant’Ilario d’Enza
Sant’Ilario d’Enza (emilián nyelven Sânt'Ilâri) település Olaszországban, Emilia-Romagna régióban, Reggio Emilia megyében. Lakosainak száma 11 258 fő (2023. január 1.). Sant’Ilario d’Enza Gattatico, Montecchio Emilia, Montechiarugolo, Campegine, Parma és Reggio Emilia községekkel határos.

## Népesség
A település lakossága az elmúlt években az alábbi módon változott:
| Lakosok száma | 11 261 | 11 263 | 11 258 |
|               | 2017   | 2018   | 2023   |